# Pontbuiten
Pontbuiten es uno de los doce ressorts, o en neerlandés ressorten, en los que se divide el distrito de Paramaribo en Surinam, ubicado en el extremo suroeste del distrito.
Limita al norte con el ressort de Latour, al este con el ressort de Livorno, al sur y al oeste con el distrito de Wanica.
En 2004, Pontbuiten, según cifras de la Oficina Central de Asuntos Civiles tenía 19 477 habitantes.